# Bazar v Tabrízu
Velký bazar (persky بازار تبریز, v přepisu latinkou Bāzār-e Tabriz) v íránském Tabrízu, který byl jedním z nejvýznamnějších obchodních center na historické Hedvábné stezce, je největším krytým tržištním komplexem tohoto druhu na světě. Starý bazar, existující na křižovatce dávných obchodních cest zhruba jeden a půl tisíce let, byl zapsán v roce 2010 na seznam Světového dědictví UNESCO.

## Historie
Tabríz byl znám od starověku jako významné obchodní a kulturní centrum na Blízkém východě. Tabrízký bazar, který se nachází uprostřed starého města, byl proslavený již ve 13. století, v jehož druhé polovině se město stalo sídlem ílchánských vládců. 

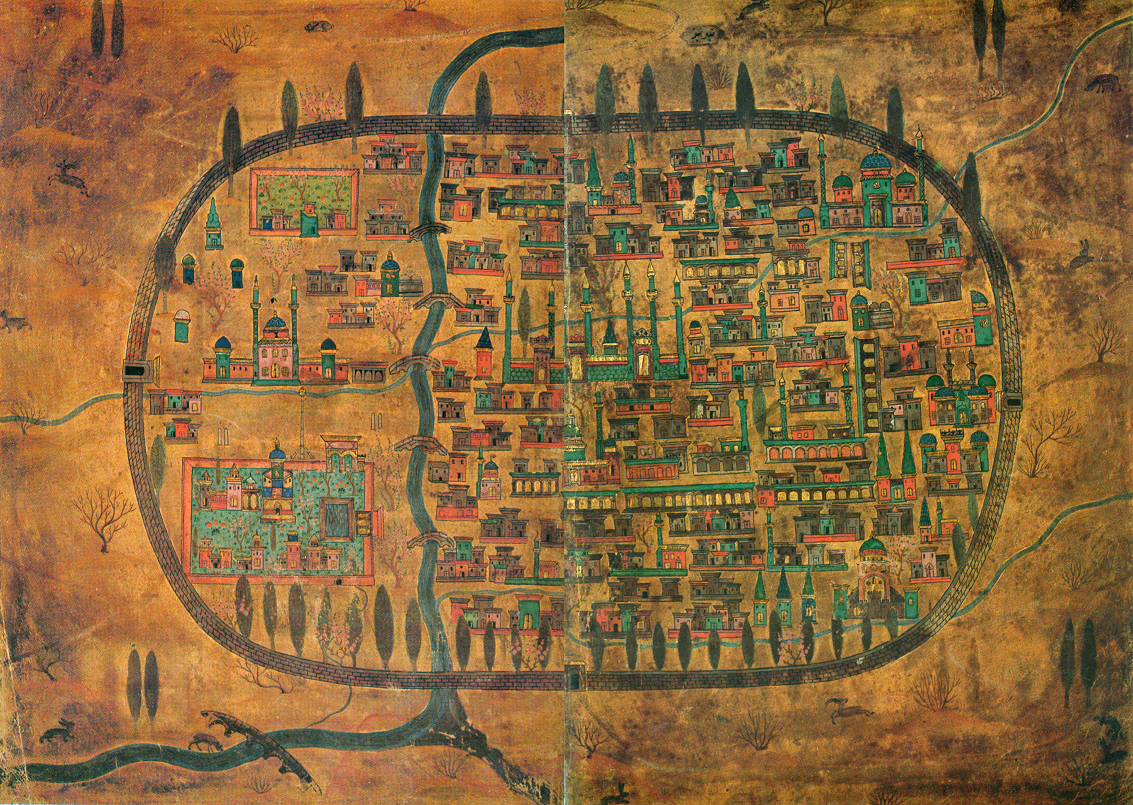
Mapka Tabrízu v 16. století

O Velkém bazaru se ve svém cestopise Milion zmiňuje Marco Polo (1254–1324), který putoval se svými bratry po Hedvábné stezce přes Tabríz do Pekingu a zase zpět. V roce 1780 (některé zdroje uvádějí rok 1778) byl bazar pobořen zemětřesením, poté byl opět obnoven ve stylu, který se zachoval až do 21. století.
V roce 1975 byl Velký bazar v Íránu registrován jako nemovitá kulturní památka, později přešel do péče íránské Organizace pro kulturní dědictví, umělecká řemesla a cestovní ruch (persky سازمان میراث فرهنگی، صنایع دستی و گردشگری/, anglicky Iran Cultural Heritage, Handcrafts and Tourism Organization, zkráceně ICHHTO), založené v roce 1985. Projekt rekonstrukce bazaru v roce 2013 obdržel Aga Chánovu cenu za architekturu.
V květnu roku 2019 došlo uvnitř bazaru k velkému požáru, při kterém bylo zraněno 19 lidí a bylo poničeno 150 z 5 500 místních obchodů. Celková škoda na této významné památce světového kulturního dědictví byla odhadnuta na 200 miliard rijálů (zhruba 1,28 milionu USD).

## Popis komplexu
Historický bazar v Tabrízu je složitý komplex, rozložený na ploše kolem 1 milionu čtverečních metrů. Skládá z několika bazarů, specializovaných na určité druhy zboží, jako jsou například koberce nebo šperky. Kromě zhruba 5,5 tisíce obchodů je uvnitř komplexu 28 mešit, 23 ubytovacích hostinců – karavanserájů, osm medres (vyšších islámských náboženských škol), sedm tržišť, patero hamamů (lázní), tři knihovny a kryté sportoviště. Kromě toho je zde nespočet skladišť a kilometry chodeb, či spíše krytých ulic, zvaných rasta. Tyto kryté „ulice“ probíhají paralelně od severu k jihu, příčné chodby jsou vedeny ve směru východ – západ.  
Uvnitř komplexu Velkého bazaru se konají různé politické, kulturní a náboženské události, například v době svátku Ašúra se zde přerušuje obchodování na zhruba 10 dní a místo toho v areálu probíhají náboženské obřady. 

## Galerie

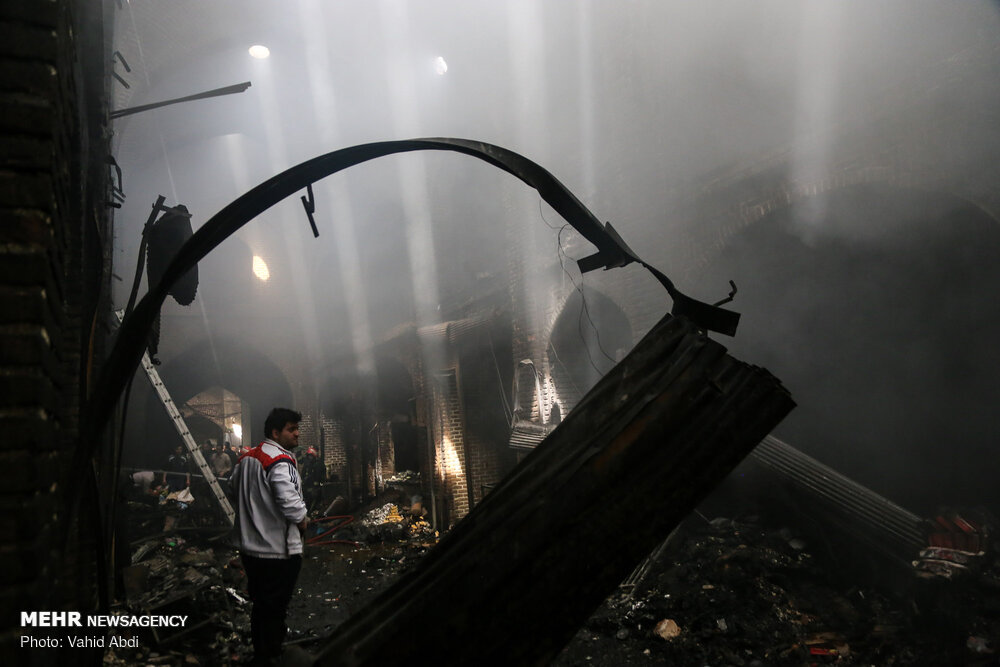
Den po požáru
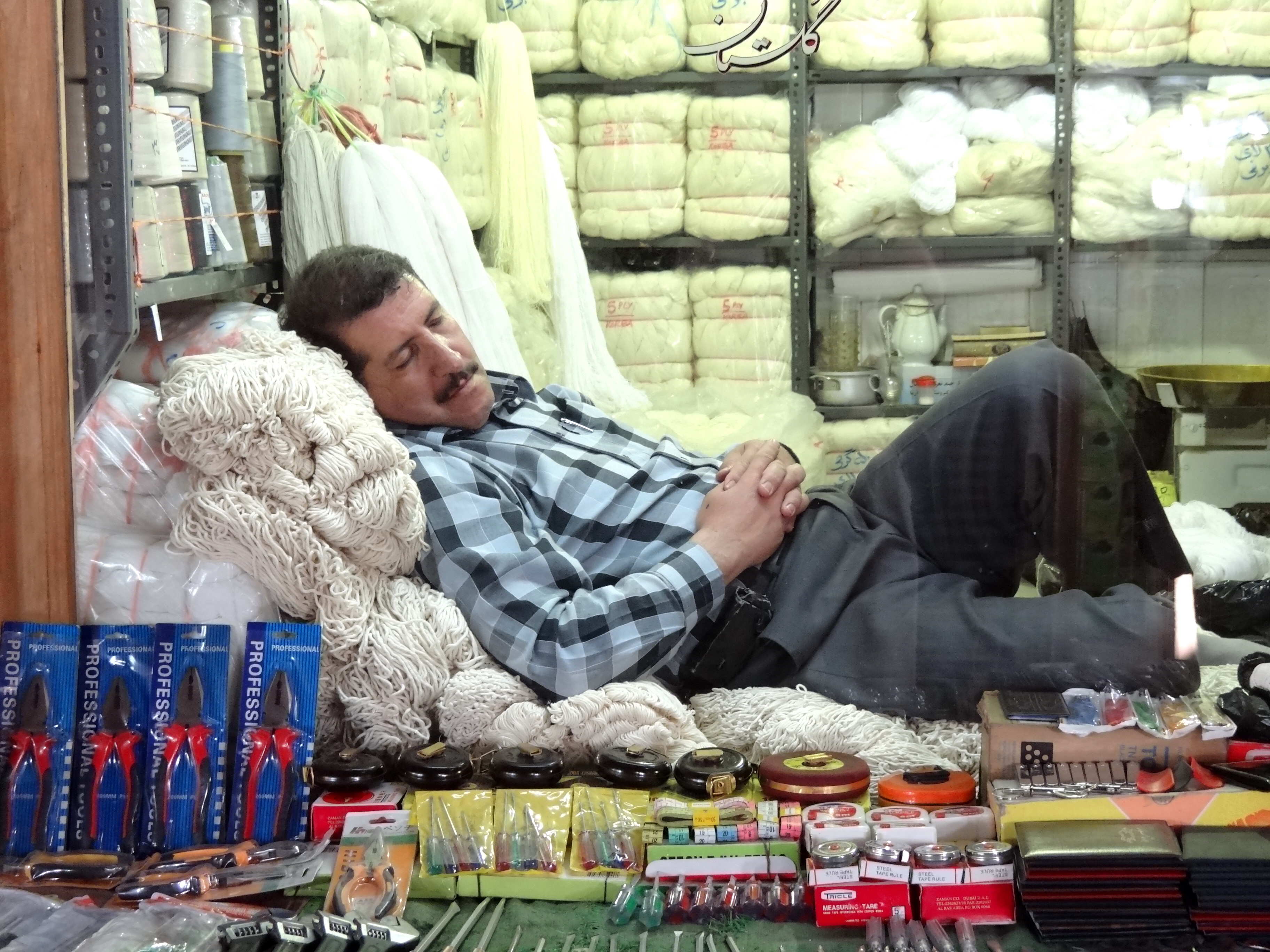
Obchod s přízí
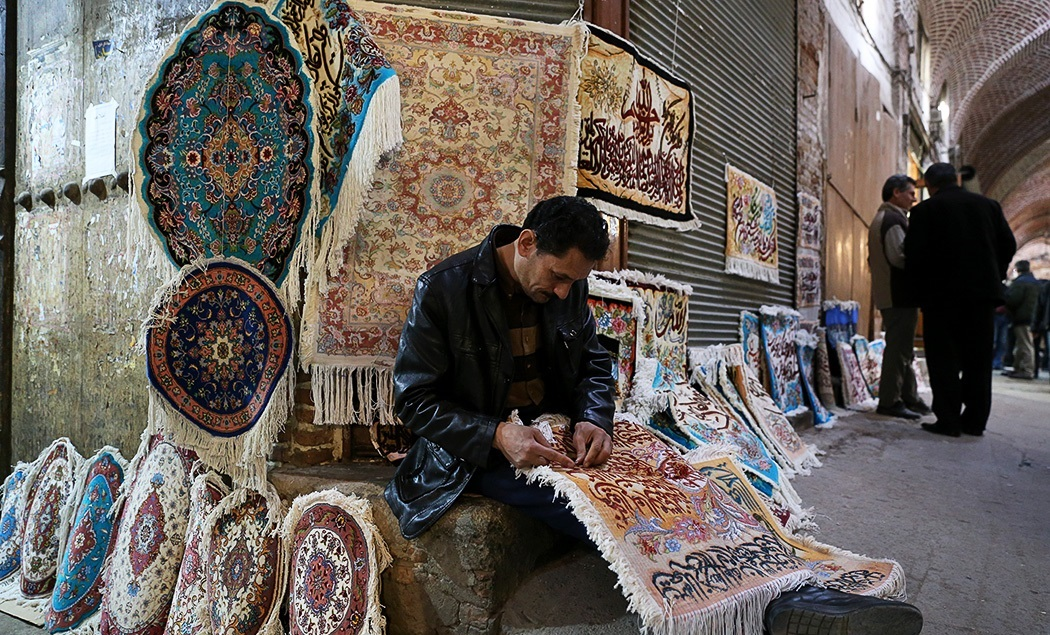
Prodejce koberců
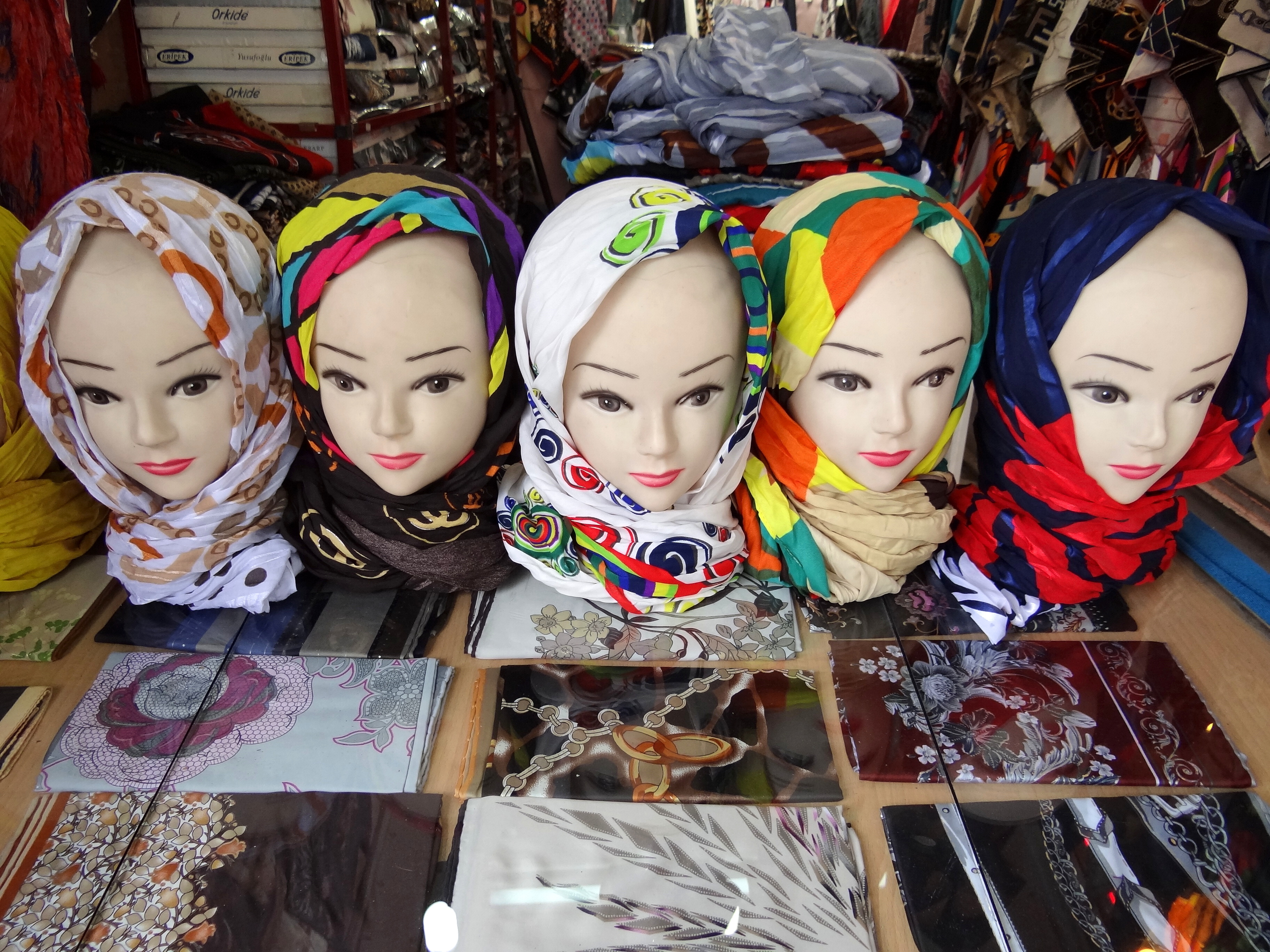
Nabídka šátků
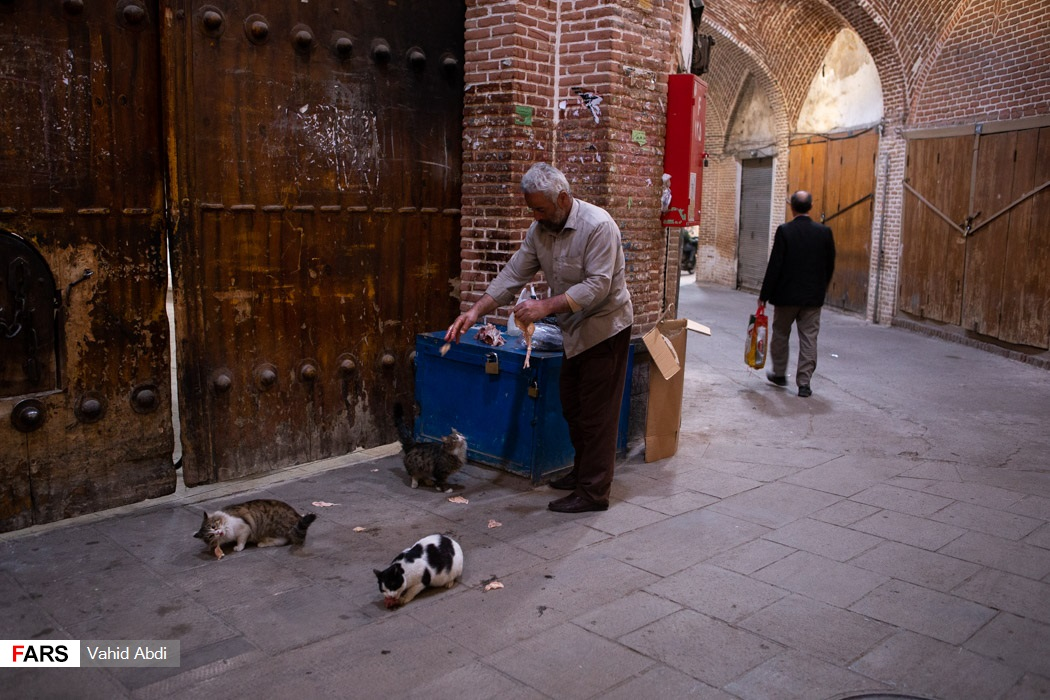
Obchodník, pečující o místní kočky
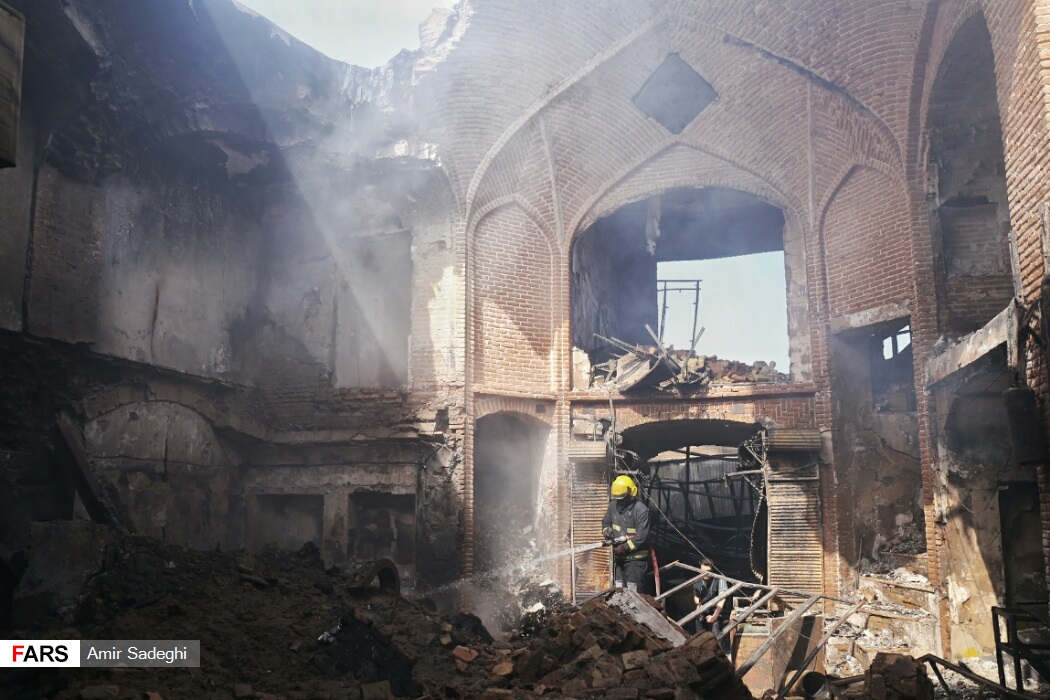
Po požáru 8. května 2019